# Droga N709 (Holandia)
Droga prowincjonalna N709 (nid. Provinciale weg 709) – droga prowincjonalna w Holandii, w prowincji Flevoland. Przebiega od skrzyżowania z drogami N708 i N710 w Biddinghuizen do skrzyżowania z drogą N309.